# Ārons Bogoļubovs
Ārons Bogoļubovs (in russo Арон Гершевич Боголюбов?; 30 dicembre 1938) è un judoka sovietico.
Originario della Lettonia, vinse la medaglia di bronzo nella categoria fino a 68 kg ai Giochi olimpici di Tokyo 1964. Dal 1963 al 1966, disputò gli europei di judo, in cui conquistò quattro medaglie d'oro e una di bronzo. È ebreo.

## Palmarès
Olimpiadi
- 1 medaglia:
  - 1 bronzo (fino a 68 kg a Tokyo 1964)

Europei
- 5 medaglie:
  - 4 ori (professionisti 68 kg a Ginevra 1963, professionisti 68 kg e a squadre a Berlino est 1964, a squadre a Madrid 1965)
  - 1 bronzo (70 kg a Lussemburgo 1966)